# Oddział pułkownika Olifierowa
Oddział pułkownika Olifierowa (ros. Oтряд полковника Олиферова) – antybolszewicki oddział zbrojny działający w latach 1920-1921.
Podczas wojny domowej Aleksandr Olifierow walczył w szeregach 6 Marinskiego Syberyjskiego Pułku Strzeleckiego, awansując na początku 1920 roku do stopnia pułkownika. Po klęsce wojsk Białych admirała Aleksandra Kołczaka brał udział w antybolszewickim powstaniu zieliedejewskim w guberni jenisejskiej. W październiku tego roku sformował w rejonie Krasnojarska 600-osobowy ochotniczy oddział powstańczy (dwa kozackie szwadrony konne i dwie kompanie strzeleckie), kierując się na jego czele nad Kanał Ob-Jenisejski. Zamierzał połączyć się z antybolszewickimi powstańcami walczącymi w Zachodniej Syberii. Po drodze prowadził walki z oddziałami bolszewickimi na obszarze szczegłowskiego i minusinskiego ujezdów guberni tomskiej. 2 lutego 1921 roku jego oddział został zaatakowany przez przeważające siły 64 Brygady Służby Wewnętrznej, oddziałów specjalnego przeznaczenia i milicji, stacjonujących w Minusinsku i jego okolicach. Ciężkie walki trwały aż do 5 lutego, kończąc się rozbiciem powstańców. Pułkownik Olifierow zginął, a jego ciało bolszewicy wystawili na widok publiczny w Abakanie. Resztki oddziału, liczące ponad 100 ludzi, przedostały się do Tuwy, a stamtąd do Mongolii, gdzie dołączyły do wojsk generała Romana von Ungern-Sternberga. Niewielka grupa ok. 20 oficerów weszła w skład powstańczego Górskiego konnego oddziału im. wielkiego księcia Michaiła Aleksandrowicza pod dowództwem esauła Iwana Sołowiowa.